# MacOS Sonoma
macOS Sonoma (versión 14) es la vigésima versión principal de macOS, el sistema operativo de escritorio de Apple para ordenadores Mac. Es el sucesor de macOS Ventura y fue anunciado en la WWDC del 5 de junio de 2023 en Apple Park, Cupertino. Debe su nombre a la región vinícola situada en el condado californiano de Sonoma.
La primera beta para desarrolladores se lanzó el día de la presentación, y entró en beta pública el 11 de julio de 2023, con el lanzamiento público programado para el 26 de septiembre de 2023. Es la primera versión de macOS que deja de ser compatible con el último MacBook de 12 pulgadas.

## Características principales y mejoras[1]

### Productividad y creatividad

#### Fondo y pantalla de bloqueo
Impresionantes salvapantallas de vídeos a cámara lenta de lugares de todo el mundo. Nueva experiencia de inicio de sesión condensada deja espacio para celebrar tu con la hora y la fecha. Un nuevo selector muestra los avatares de varias cuentas.

#### Widgets
Renovado por completo, ya no están limitados al centro de notificaciones, sino que pueden colocarse en cualquier lugar del escritorio, y el selector de widgets se ha rediseñado para asemejarse a la versión de iPadOS.

#### Videoconferencias
Las aplicaciones de videoconferencia (entre otras Zoom, Teams y FaceTime) pueden superponer el vídeo de la webcam del usuario a la pantalla compartida.

#### Safari
Mantener la navegación separada para temas como el trabajo y lo personal, guardar tus sitios web favoritos en el Dock para acceder a ellos fácilmente. Navegación privada bloqueada con Face ID, Touch ID o contraseña del dispositivo. Bloqueo avanzado de rastreadores y protección por huella dactilar en navegación privada y un único motor de búsqueda privada. Asimismo, protección de seguimiento de enlaces en navegación privada. Seleccionar varias pestañas a la vez para moverlas por la barra o grupo de pestañas. Identificar sitios en la barra de favoritos más fácilmente con favicons y añadir a la lista de lectura Safari en el escritorio para un fácil acceso. Por último, ahora se puede utilizar la configuración de privacidad por sitio para controlar el acceso de todas las extensiones con acceso a los datos del usuario.

#### Messages
Los stickers de iMessage tienen una nueva interfaz de selección. Nuevos filtros de búsqueda más precisos: por ejemplo, el nombre del contacto puede combinarse con un término de búsqueda para buscar el término dentro de la conversación específica, además, Catch-up permite al usuario saltar rápidamente al primer mensaje no leído de una conversación.